# Barry Bostwick
Barry Knapp Bostwick (San Mateo, 24 februari 1946) is een Amerikaans acteur. Hij is vooral bekend door zijn rol als Brad Majors in The Rocky Horror Picture Show.

## Biografie
Barry Bostwick werd geboren in San Mateo, een voorstad van San Francisco. In 1972 speelde hij de rol van Danny Zuko in het originele Broadwaytoneelstuk Grease, waarvoor hij een Tony Award-nominatie kreeg. In 1975 speelde hij in de filmversie van het toneelstuk The Rocky Horror Show en in 1977 won hij de Tony Award voor zijn rol als Jamie Lockhart in de Broadwaymusical The Robber Bridegroom. Tussen 1996 en 2002 speelde hij in de televisieserie Spin City.